# Gheorghe Andriev
Gheorghe Andriev, född den 15 april 1968 i Carcaliu, Rumänien, är en rumänsk kanotist.
Han tog OS-brons i C-2 500 meter i samband med de olympiska kanottävlingarna 1996 i Atlanta.